# Appias zarinda
Appias zarinda is een vlindersoort uit de familie van de Pieridae (witjes), onderfamilie Pierinae.
Appias zarinda werd in 1836 beschreven door Boisduval.